# Piolhinho-do-grotão
O piolhinho-do-grotão (Phyllomyias reiseri) é uma espécie de piolhinho da família dos tiranídeos nativo da América do Sul, sendo quase endêmico do cerrado brasileiro e ocorrendo também no extremo nordeste paraguaio.

## Descrição
Mede 11,5 cm de comprimento. Ave de cauda longa, plumagem oliva-vivo por cima e amarelo-claro por baixo. Possui a base da mandíbula amarelada, coroa cinza, sobrancelha e anel ocular amarelados. Asa escura com duas faixas esbranquiçadas.

## Distribuição e habitat
Ocorre através do centro-leste do Brasil (desde o sul do Piauí até o norte de Minas Gerais, sul de Goiás, Distrito Federal e leste do Mato Grosso do Sul) e no nordeste do Paraguai (Concepción).

É raro e local em florestas caducifólias e de galeria principalmente entre os 500 e os 1000 m de altitude.